# Colastomion concolor
Colastomion concolor är en stekelart som först beskrevs av Szepligeti 1911.  Colastomion concolor ingår i släktet Colastomion och familjen bracksteklar. Inga underarter finns listade i Catalogue of Life.